# Odet L'Homer
 (juillet 2014).
Si vous disposez d'ouvrages ou d'articles de référence ou si vous connaissez des sites web de qualité traitant du thème abordé ici, merci de compléter l'article en donnant les références utiles à sa vérifiabilité et en les liant à la section « Notes et références ».
Odet L’Homer (né le 14 avril 1943) est un auteur français de jeux de société. Il a notamment créé le jeu Contrario vendu à plus de 110 000 exemplaires.
Il a aussi fondé, avec Matthieu d'Epenoux et Roberto Fraga la société française Interlude qui vend sous la marque Cocktailgames des jeux de société et qui est, après Asmodée Éditions, l’un des leaders du marché du jeu de société en France.

## Ludographie

### Seul auteur
- David et Goliath, 1996, non édité, Concours de créateurs de jeux de Besançon  Boucle d'Argent 1996
- Le Mur maudit ou Verflixte Wand !, 2004, Beleduc
- Le Mur de Pise, 2005, Ferti, (réédition du Mur maudit)

### AvecRoberto Fraga
- Sauvons la princesse (Ruhmreiche Ritter), 2002, Haba

### AvecMatthieu d'EpenouxetRoberto Fraga
- Contrario, 2001, Cocktailgames, Grand Prix du Jouet 2002
- Mixo, 2004, Cocktailgames
- Contrario 2, 2006, Cocktailgames

### AvecAxel de la TailleetRoberto Fraga
- Salut les filles !, 2006, Cocktailgames

## Autres
Odet L’Homer est retraité de l’administration, il a notamment travaillé à la Direction générale des entreprises.